# Атташе
Атташе́ (фр. attaché «прикреплённый») — младшая дипломатическая должность.
Слово происходит от французского глагола «прикреплять», то есть исторически это было «прикомандированное» к дипломатическому представительству лицо.
В международной дипломатической практике существуют следующие категории:

1. атташе военные, военно-морские, военно-воздушные — представители военного ведомства назначившей их страны при военном ведомстве страны пребывания. Одновременно они являются советниками дипломатического представителя по военным вопросам.
2. атташе специальные — представители различных ведомств своей страны — по промышленности, сельскому хозяйству, труду, финансам, торговле, культуре, технике, науке и т. п. Ими обычно являются квалифицированные специалисты, которым поручается изучать в стране пребывания вопросы по их специальности, вести работу, связанную с поддержанием и развитием связей между представляемыми ими ведомствами и соответствующими ведомствами страны пребывания. В эту категорию входят и атташе-полицейские.
3. атташе по вопросам печати (пресс-атташе) — ответственный работник, ведающий в дипломатическом представительстве вопросами печати и информации.
4. атташе дипломатические — младший дипломатический работник центрального аппарата ведомства иностранных дел или дипломатического представительства.
5. атташе почётные (в практике зарубежных стран) — лица, избравшие дипломатическую карьеру, но ещё не зачисленные в штат и не получающие денежного содержания. В некоторых государствах почётные атташе располагают правом проходить стажировку в дипломатическом представительстве, по окончании которой могут быть зачислены в штат.
6. атташе — младший дипломатический ранг российской (и, прежде, советской) дипломатической службы.

Все категории атташе включаются в состав членов дипломатического корпуса и пользуются дипломатическими иммунитетами и привилегиями.

Штат сотрудников при атташе называется атташат.